# Canaiolo
Le canaiolo nero est un cépage rouge présent en Italie. Il entre dans la composition du Chianti à hauteur de 5 à 10 % avec le Sangiovese et le Mammolo ainsi que dans celle du Vino Nobile di Montepulciano.

## Description
Bien que résistant et productif, sa culture a régressé après l'épidémie de phylloxéra, car il se greffe mal.
Son raisin est légèrement amer. Moins tannique que la Sangiovese et moins parfumé que le Mammolo, il contribue essentiellement pour sa couleur.
Outre en Toscane, il est cultivé en Émilie-Romagne, en Ombrie, dans les Marches, le Latium et en Sardaigne, où il produit en petites quantités un vin de dessert fruité.
Syn. : très nombreux synonymes dont caccione nero, cagnina, calabrese, canaivola, tindilloro, uva canina, uva dona, uva marchigiana, uva merla
Il existe également un canaiolo bianco, moins réputé et répandu.